# ドラゴンボールZ 舞空闘劇
『ドラゴンボールZ 舞空闘劇』（ドラゴンボールゼット ぶくうとうげき）は、2004年3月26日にバンプレストから発売されたゲームボーイアドバンス用ゲームソフト。
『ドラゴンボール』のゲームボーイアドバンス作品第1弾。

## 解説
空を自由に駆け巡る『ドラゴンボールZ』の世界を再現した対戦格闘ゲーム。基本は3VS3で、キャラクターのレベルの上限が4以内なら好きなチームを組んで闘うことができる。またTVCMも登場キャラクターの高速の戦いを描いたアニメが放送された。
本作品のストーリーモードはキャラクター別の「IFストーリー」が多く組まれているのが特徴。ニンテンドーDS専用のゲームソフト『ドラゴンボールZ 舞空烈戦』では、本作のシステムの多くを継承した実質的な続編作品となっている。

## ゲーム内容
STORY MODE
原作のサイヤ人編から魔人ブウ編までを追体験できる他、選択したキャラクターを主人公にしたIFストーリーが楽しめるモード。
IFストーリー全てに共通する特徴として、1話前までは原作通りに進んでおり、そこからIFが展開される。
Z BATTLE MODE
1on1 battle
好きなキャラクターを1人選び、CPUとの1対1のバトルを勝ち抜いていくモード。
team battle
好きなチームを編成し、CPUとのチームバトルを勝ち抜いていくモード。
CHALLENGE MODE
レベル合計の限界を超えて組まれたスーパーチームと戦って行くモード。勝利するたびに戦えるチームが増えて行く。
FREE BATTLE MODE
プレイヤーとCPUの両方のチームを自由に設定して戦えるモード。
TRAINING MODE
practice
技などの練習できるモード。
tutorial
悟飯を操作して、ピッコロから基本操作を学ぶモード。
REMOTE VS MODE
他のゲームボーイアドバンスと通信対戦を行うモード。
OPTION MODE
セッティング
ゲームのレベル設定、BGM・SEの有無の切り替えができる。
ランキング
Zバトルモードで計測した戦闘力のハイスコアを見ることができる。
ショップ
ストーリーモードなどをクリアすると獲得可能なドラゴンポイントで、強力なキャラクター・IFストーリーなど追加要素を買うことができる。
ミュージアム
ゲーム中のBGMやSE、グラフィックなどが見たり聞いたりできる。ショップで購入すると出現する。

## 基本操作とシステム
十字キーと強攻撃（A）・弱攻撃（B）・気力チャージ（R）・交代（L）で構成されている。
体力ゲージのほかに気力ゲージ、バトルゲージ（後述）が存在し、気弾や遠距離必殺技などを使用する際には一定の気力ゲージを必要とする。Rボタン長押しで気力チャージが可能。また、相手に打撃攻撃を当てることでも回復する。

### 応用操作や防御法など
ガード
AorBボタンを押しっぱなし。
ホーミングダッシュ
Rボタンを押しながら十字キー。気力を10%消費し、高速で相手を追いかける。
気弾
Rボタンを押しながら攻撃ボタン。強力な強気弾と連射可能な弱気弾に分かれる。
必殺技
各キャラクターが持つ固有の技。天津飯などサブキャラクターが登場して攻撃する必殺技も存在する。
遠距離必殺技
相手との距離に関係なくR+A+Bボタン。気力を使用する光線技であり、相手との位置関係により発動する技が3種類に変化する。
近距離必殺技
相手に密着してA+Bボタン。気力は消費しない。
交代　
Lボタン。チームバトル時に待機しているキャラクターと交代できる。

### バトルゲージ
画面の上中央に表示される緑色のゲージ。キャラクターの優勢度を表し、不利なキャラクターの方に移動する。一方的に攻撃されたり、ガードした方にゲージが動く。ゲージは時間と共に中央に戻っていく。
有利な側には以下の利点がある。
移動交代
ある程度バトルゲージが敵側に変動した時に十字キーを入れながらRボタン。気力を25%消費して移動して待機しているキャラクターと交代できる。
Zコンボ
バトルゲージが有利なときに強攻撃などを当てると発動。ゲージが中央に戻るまでの間敵が無防備になり、コンボを決めることができる。またバトルゲージが中央に戻った瞬間に強攻撃以上の攻撃を当てると相手が吹っ飛び、コンボフィニッシュが発動、相手が岩や建物の残骸に激突し更にダメージが与えられる。

## 登場キャラクター
各キャラクターにはレベルが3段階設定されており、レベルが上がると使用する技や性能が上がったり、外見が変化することがある。ストーリーモード以外では、キャラクター選択時にどのレベルで戦うかを決めることができる。数字は消費する気力、方向は自分の位置を表す。
孫悟空
声 - 野沢雅子
原作の主人公。ストーリーモードでは元々主人公だけあって、細部に違いはあるが概ね原作通りに話が進む（違う所は超サイヤ人覚醒のきっかけがベジータの死、セルゲームでは無事生存など）。他の仲間キャラクターが主人公の時はトランクスを除き、どこかのタイミングで死亡する。
LV1はノーマル状態。LV2と3は超サイヤ人。
遠距離必殺技
LV1　元気玉（上・100%）　かめはめ波（横・50%）　かめはめ波（下・50%）　超かめはめ波（横・100%）
LV2　超気合弾（上・50%）　かめはめ波（横・50%）　かめはめ波（下・50%）　超かめはめ波（横・100%）
LV3　瞬間移動かめはめ波（上・100%）　かめはめ波（横・50%）　かめはめ波（下・50%）　超かめはめ波（横・100%）
近距離必殺技　大回転投げ
特殊能力
LV1　界王拳（気力100%の時Rを押しながらL、攻撃力とスピードが1.2倍になるが体力が少しずつ減少）
LV3　瞬間移動（十字キーを押しながらL、気力を25%を消費して瞬間移動）
孫悟飯
声 - 野沢雅子
LV1と2は少年期の超サイヤ人2状態。LV3は悟空と同じ道着の青年で、潜在能力解放状態。
遠距離必殺技
LV1･2　フルパワー魔閃光（上・100%）　かめはめ波（横・50%）　かめはめ波（下・50%）　超かめはめ波（横・100%）
LV3　かめはめ波（上・50%）　かめはめ波（横・50%）　かめはめ波（下・50%）　超かめはめ波（横・100%）
近距離必殺技
LV1　怒り爆発キック
LV2・3　超高速裏拳
特殊能力
LV1･2　逆上（チーム戦で悟飯1人になると発動。バトル終了まで身体が点滅し攻撃力とスピードが1.2倍）
ピッコロ
声 - 古川登志夫
遠距離必殺技
全LV　激烈光弾（上・50%）　魔貫光殺砲（横・50%）　魔空包囲陣（下・50%）　魔貫光殺砲（横・100%）
近距離必殺技　伸縮自在拳
クリリン
声 - 田中真弓
悟空の親友であり、プレイアブルキャラクターの中では唯一の地球人。彼のみ、技構成にif要素が加わっており、LV3に界王拳と元気玉がある（これはクリリンが主人公のストーリーの影響がある）。
遠距離必殺技
LV1　フルパワー気弾（悟飯）（上・50%）　修行の成果（横・50%）　連続気円斬（下・100%）　連続気円斬（下・100%）
LV2　新気功砲（天津飯）（上・50％）　修行の成果（横・50%）　連続気円斬（下・50%）　連続気円斬（下・100%）
LV3　元気玉（上・50%）　修行の成果（横・50%）　連続気円斬（下・50%）　元気玉（上・100%）
近距離必殺技　太陽拳
特殊能力
LV3　界王拳（気力100%の時Rを押しながらL、攻撃力とスピードが1.2倍になるが体力が少しずつ減少）
ベジータ
声 - 堀川りょう
LV1は人造人間編の戦闘服を着たノーマル状態。LV2はLV1と同じ服装の超サイヤ人状態。LV3は魔人状態。
遠距離必殺技
LV1　ギャリック砲（上・50%）　ファイナルクラッシュ（横・50%）　汚い花火だ（下・100%）　ファイナルクラッシュ（横・100%）
LV2　ギャリック砲（上・50%）　ビッグバンアタック（横・50%）　汚い花火だ（下・100%）　ファイナルフラッシュ（横・100%）
LV3　ギャリック砲（上・50%）　ファイナルフラッシュ（横・50%）　こなごなに吹っ飛ばす!（下・100%）　ビッグバンフラッシュ（横・100%）
近距離必殺技　必殺ボディブロー
トランクス
声 - 草尾毅
全LV同じ服装の超サイヤ人状態。
遠距離必殺技
全LV　超エネルギー波（上・50%）　超エネルギー波（横・50%）　イレイザーキャノン（下・50%）　超エネルギー波（横・100%）
近距離必殺技　連続斬撃
ギニュー
声 - 堀秀行
LV1ではギニュー自身がイレイザーガンなどを放つ。
遠距離必殺技
LV1　クラッシャーボール（上・50%）　イレイザーガン（横・50%）　ボディチェンジ（下・50%）　ボディチェンジ（下・100%）
LV2･3　クラッシャーボール（ ジース（声 - 増谷康紀））（上・50%）　イレイザーガン（ リクーム（声 - 内海賢二））（横・50%）　ボディチェンジ（下・50%）　ボディチェンジ（下・100%）
近距離必殺技
LV1　リクームドライバー
LV2・3　グルド（声 - 塩屋浩三）の金縛り
フリーザ
声 - 中尾隆聖
LV1と3は最終形態、LV2はメカ状態。「この星を消すっ！」は地面に当たると、カウントダウンが始まり、カウントが0になるとフリーザ（相手もフリーザならば使用者）の勝ちとなる。
遠距離必殺技
全LV　デスダイブ（上・50%）　惑星切り（横・50%）　超能力（下・50%）　この星を消すっ！（上・100%）
近距離必殺技　今度は死ぬかもね
特殊能力
全LV　フルパワー（気力100%の時Rを押しながらL、攻撃力とスピードが1.2倍になるが体力が少しずつ減少。効果は切れない）
ドクター・ゲロ
声 - 矢田耕司
Rボタンで気力をチャージしても少しずつしか回復しない。
遠距離必殺技
全LV 目から怪光線（上・50%）　エネルギー開放（横・50%）　エネルギー波なぎ払い（下・50%）　エネルギー逆流（横・100%）
近距離必殺技　エネルギー吸収
特殊能力　エネルギー吸収（Rボタン、相手の気弾を吸収することができる）
18号
声 - 伊藤美紀
Rボタンによる気力のチャージができない。その代わり気力を消費せず無限に気弾を撃つことができる。
遠距離必殺技
LV1　特大エネルギー弾（上・50%）　特大エネルギー弾（横・50%）　特大エネルギー弾（下・50%）　特大エネルギー弾（横・100%）
LV2　特大エネルギー弾（上・50%）　特大エネルギー弾（横・50%）　バリヤー（17号）（下・50%）　特大エネルギー弾（横・100%）
LV3　ヘルズフラッシュ（16号〈声 - 緑川光〉）（上・100%）　特大エネルギー弾（横・50%）　バリヤー（17号）（下・50%）　特大エネルギー弾（横・100%）
近距離必殺技　膝蹴り
セル
声 - 若本規夫
全LV完全体の状態。
遠距離必殺技
全LV　特大バリヤー（上・50%）　かめはめ波（横・50%）　かめはめ波（下・50%）　超かめはめ波（横・100%）
近距離必殺技　さば折り
特殊能力
LV3　瞬間移動（十字キーを押しながらL、気力を25%を消費して瞬間移動）
魔人ブウ
声 - 塩屋浩三
LV1と2は善の状態。LV3は悪の状態。
遠距離必殺技
LV1・2　都市破壊攻撃（上・50%）　かめはめ波（横・50%）　おまえなんか…キライだぁー!（下・100%）　都市破壊攻撃（上・100%）
LV3　人類皆殺し攻撃（上・50%）　そんなの…いやだぁー!!（横・50%）　自爆（下・100%）　人類皆殺し攻撃（上・100%）
近距離必殺技　お菓子になっちゃえ！（一定時間相手が移動しかできない無抵抗な状態となる）
特殊能力　体力自動回復
ゴテンクス
声 - 野沢雅子&草尾毅
全LV超サイヤ人3の状態。全てにおいて能力がかなり高いが、一定時間経つとフュージョンが解けてしまい強制的に敗北となる。レベルが上がると戦闘可能時間が増す。
また、ゴテンクスが主人公のストーリーは物語がすでに終盤まで行っている関係上、タイムワープしながら悪役たちと対峙する内容になっている。
遠距離必殺技
全LV　スーパーゴーストカミカゼアタック（上・50%）　口からビーム（横・50%）　ギャラクティカドーナツ（下・50%） スーパーゴーストカミカゼアタック（上・100%）
近距離必殺技　激突ウルトラバレーボール

## 関連書籍
- Vジャンプブックスゲームシリーズ バンプレスト公式 DRAGON BALL Z 舞空闘劇 - 集英社、2004年3月31日、ISBN 4-08-779283-8

攻略本。各キャラクターの解説の他、プレイヤーのゲームのやり込み度をチェックするスカウター測定や通信対戦の罰ゲームなどの特集が組まれている。